# Mira Magén

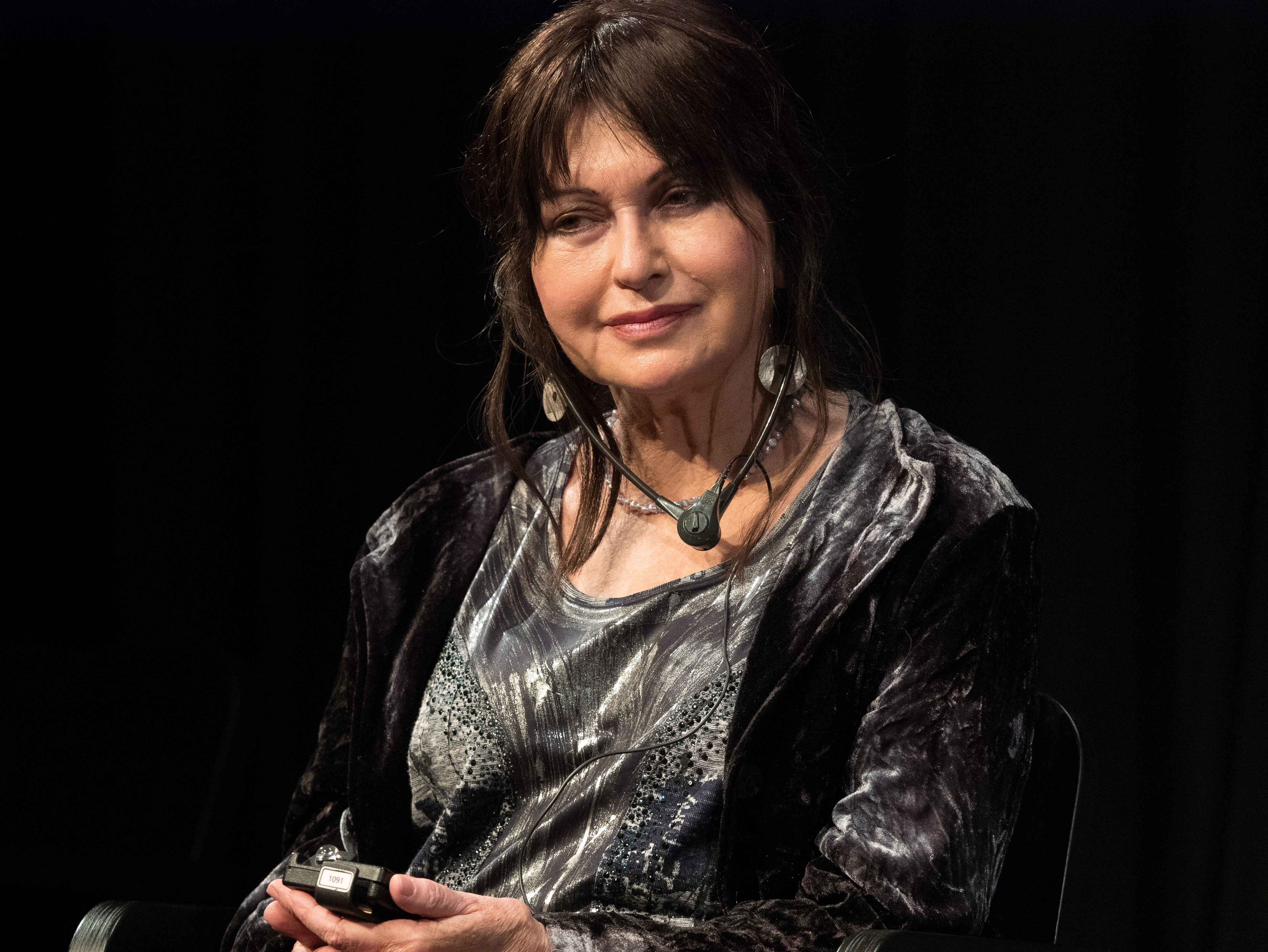
Mira Magén bei den Deutsch-israelischen Literaturtagen 2018

Mira Magén (hebräisch מירה מגן‎; * in den 1950er Jahren in Kfar Saba) ist eine israelische Schriftstellerin.  

## Leben
Mira Magén wurde Anfang der 1950er Jahre geboren. Sie wuchs in einer bäuerlichen, orthodoxen, ostjüdisch geprägten Umgebung auf. Ihre Eltern waren während des Dritten Reiches aus Polen und der Tschechoslowakei vor den Deutschen geflohen. 
Magén leistete Militärdienst in Israel und studierte Psychologie und Soziologie und arbeitete nach einer Ausbildung zur Krankenschwester in einem Jerusalemer Krankenhaus in der onkologischen Abteilung. Anfang der 1990er Jahre begann sie fiktionale Texte zu schreiben. Ihre  Werke waren in Israel Bestseller. 1988 wurde sie mit dem Olschwung Foundation Award ausgezeichnet und 2005 mit dem Prime Minister's Prize. Bislang erhielt sie fünfmal den Book Publishers Association's Gold Book Prize: 2001, 2004, 2005, 2011 und 2012. Übersetzungen ihrer Werke erschienen auf Deutsch, Französisch und Italienisch.
Magén nimmt auch Lehraufträge wahr, so an der Hebräischen Universität Jerusalem. Sie ist Mitglied in der israelischen Friedensbewegung Schalom Achschaw.
Sie lebt mit ihrem Mann, einem Ingenieur, mit dem sie drei Kinder hat, in Jerusalem.

## Werke in deutscher Übersetzung
- Gut zugeknöpft. Erzählungen aus Israel. Aus dem Hebräischen von Ruth Melcer, Fischer Taschenbuch, Frankfurt am Main 1998, ISBN 978-3-596-13257-7 (Hebr. Kaftorim Rechusim Heitev, 1994)
- Klopf nicht an diese Wand. Roman. Aus dem Hebräischen von Mirjam Pressler, dtv, München 2001, ISBN 978-3-423-24250-9 (Hebr. Al Takeh Ba-Kir, 1997)
- Schließlich, Liebe. Roman. Aus dem Hebräischen von Mirjam Pressler, dtv, München 2002, ISBN 978-3-423-24326-1 (Hebr. Be-Shochvi U Be-Kumi, Isha, 2000)
- Als ihre Engel schliefen. Roman. Aus dem Hebräischen von Mirjam Pressler, dtv, München 2006, ISBN 978-3-423-24532-6 (Hebr. Malacheia Nirdemu Kulam, 2003)
- Schmetterlinge im Regen. Roman. Aus dem Hebräischen von Mirjam Pressler, dtv, München 2007, ISBN 978-3-423-24596-8 (Hebr. Parparim Be-Geshem, 2005)
- Die Zeit wird es zeigen. Roman. Aus dem Hebräischen von Mirjam Pressler, dtv, München 2010, ISBN 978-3-423-24747-4 (Hebr. Yamim Yagidu, Anna, 2008)
- Wodka und Brot. Roman. Aus dem Hebräischen von Mirjam Pressler, dtv, München 2012, ISBN 978-3-423-24923-2 (Hebr. Vodka Ve-Lechem, 2010)
- Zu blaue Augen. Roman. Aus dem Hebräischen von Anne Birkenhauer, dtv, München 2017, ISBN 978-3-423-26129-6 (Hebr. Eynayim Kchulot Miday, 2012)
- Zuversicht. Roman. Aus dem Hebräischen von Mirjam Pressler, dtv, München 2018, ISBN 978-3-423-28151-5